# Popești (gmina Miclești)
Popești – wieś w Rumunii, w okręgu Vaslui, w gminie Miclești. W 2011 roku liczyła 444 mieszkańców.